# Yourself and Yours
Pour plus de détails, voir Fiche technique et Distribution.
Yourself and Yours (당신 자신과 당신의 것, Dangsinjasingwa dangsinui geot) est un film sud-coréen réalisé par Hong Sang-soo, sorti en 2016.

## Synopsis
Yeong-soo et Min-jeong, la quarantaine, sans occupation notable, vivent en couple, chez lui. Leur relation dépérit depuis qu'ils ont décidé d'arrêter de boire. Elle boit sans lui dans certains débits de boisson. Après une scène, elle décide d'arrêter de se fréquenter, et retourner habiter chez elle. Il souffre de cette séparation, en témoigne une douleur à la jambe, qui exige un grand pansement, des béquilles, et entraîne une sorte de dépression. 
Pendant qu'il la cherche, croit la retrouver, rêve d'une reprise, elle est le plus souvent dans un bar à lire un roman et à boire un peu. Un homme s'intéresse à elle, engage la discussion, et commence une relation tendue. Elle prétend qu'elle est sa jumelle, et ne peut avoir aucun souvenir. Ils se revoient, puis se séparent. Un autre homme, cinéaste. Enfin, Yeong-soo finit par la rencontrer, et accepte son jeu ou son amnésie. 
Et ils recommencent pour la première fois .

## Fiche technique
- Titre original : 당신 자신과 당신의 것, Dangsinjasingwa dangsinui geot
- Titre français : Yourself and Yours
- Réalisation et scénario : Hong Sang-soo
- Pays d'origine :  Corée du Sud
- Format : couleurs - 35 mm - 1,85:1
- Genre : drame
- Durée : 86 minutes
- Date de sortie : 2016

## Distribution
- Kim Ju-hyuk : Yeong-soo
- Lee Yoo-young : Min-jeong
- Kim Eui-sung : Kim Joong-haeng
- Kwon Hae-hyo : Park Jae-young
- Yoo Joon-sang : Lee Sang-won
- Gong Ming-jung : So Yeon